# 1354

## Události
- Lucembursko povýšeno Karlem IV. na vévodství
- první zprávy o osadě Nová Ves – dnešní lázeňské městečko Lázně Bělohrad
- osmanští Turci dobyli Gallipoli

### Probíhající události
- 1341–1365 – Válka o bretaňské dědictví

- 1351–1368 – Povstání rudých turbanů

## Narození
- Konstancie Kastilská, vévodkyně z Lancasteru († 24. března 1394)
- Violanta Visconti, anglická šlechtična a vévodkyně z Clarence († listopad 1386)

## Úmrtí
- 21. ledna – Balduin Lucemburský, trevírský arcibiskup (* asi 1285)
- 22. ledna – Marie z Avesnes, vévodkyně bourbonská (* 1280)
- 9. srpna – Štěpán z Anjou, vévoda slavonský, chorvatský, dalmátský a transylvánský (* 20. srpna 1332)
- 8. října – Cola di Rienzo, italský politik (* 1313/1314)
- ? – Beatrix Uherská, hraběnka z Viennois, dcera neapolského prince Karla Martela (* 1290)

## Hlava státu
- České království – Karel IV.
- Moravské markrabství – Jan Jindřich
- Svatá říše římská – Karel IV.
- Papež – Inocenc VI.
- Anglické království – Eduard III.
- Francouzské království – Jan II.
- Polské království – Kazimír III. Veliký
- Uherské království – Ludvík I. Uherský
- Norské království – Haakon VI.
- Švédské království – Magnus IV.
- Lucemburské vévodství – Václav Lucemburský
- Byzantská říše – Jan V. Palaiologos a Jan VI. Kantakuzenos (spoluvládce)
- Osmanská říše – Orhan I.